# Heinrich (Lateinisches Kaiserreich)
Heinrich von Flandern (* um 1174; † 11. Juni 1216 in Thessaloniki) war vom 20. August 1206 bis zum 11. Juni 1216 der zweite und im allgemeinen historischen Urteil der verdienstvollste Kaiser des lateinischen Reichs von Konstantinopel.
Er war ein jüngerer Sohn des Grafen Balduin V./VIII. von Hennegau-Flandern und der Gräfin Margarete von Flandern. Sein ältester Bruder war der Graf Balduin VI./IX. von Hennegau-Flandern, der nach dem vierten Kreuzzug 1204 als Balduin I. zum ersten lateinischen Kaiser gewählt wurde.

## Frühe Jahre

### Vierter Kreuzzug
Heinrich nahm am 23. Februar 1200 mit seinem Bruder Balduin das Kreuz zum vierten Kreuzzug. Im Gegensatz zu seinem Bruder scheint Heinrich nicht zum Kreis der Führungsriege des Kreuzzuges gezählt zu haben, da er bei keinem der teilnehmenden Chronisten bis zum Erreichen Konstantinopels genannt wird. Seine persönliche Haltung zur Umleitung des Zuges nach Konstantinopel bleibt deshalb auch unklar, zumindest ist von ihm kein Widerspruch dazu überliefert, noch hatte er sich von dem Kreuzzug losgesagt.
Erst während der Belagerung der Hauptstadt des byzantinischen Reichs trat Heinrich erstmals als militärischer Führer hervor. Mit einer Abteilung von dreißig Rittern setzte er sich im Frühjahr 1204 von der Belagerung ab und führte einen erfolgreichen Raubzug gegen die Stadt Philia (heute Şile) am schwarzen Meer an. Auf dem Rückweg zum Hauptheer wurde er am 2. Februar 1204 vom byzantinischen Kaiser Alexios V. „Murtzuphlos“ abgefangen und zum Kampf gestellt. Trotz seiner zahlenmäßigen Unterlegenheit konnte Heinrich den Kaiser zur Flucht hinter die Mauern von Konstantinopel zwingen und dessen kaiserliche Standarte und eine heilige Ikone erbeuten. Bei der anschließenden Eroberung Konstantinopels im April 1204 okkupierte Heinrich den Blachernen-Palast.

### Regent von Konstantinopel
Nach der Eroberung von Konstantinopel wurde Balduin von Flandern zum ersten Kaiser des neu gegründeten lateinischen Reichs von Konstantinopel gewählt. Heinrich übernahm die Stadtverteidigung von Konstantinopel, während Balduin mit dem Heer auszog, um das thrakische Umland zu unterwerfen und um Thessaloniki einzunehmen. Am 11. November 1204 setzte Heinrich mit einhundertzwanzig Rittern über den Hellespont und nahm Abydos ein, womit die Lateiner nun auch in Kleinasien Fuß fassten. Anschließend nahm er Adramyttion ein und verteidigte diese Stadt erfolgreich am 19. März 1205 gegen einen Konterangriff des Constantinos Laskaris, dem Bruder des nach Kleinasien exilierten Byzantiners Theodor Laskaris.
Am 24. April 1205 unterlagen die Lateiner in der desaströsen Schlacht von Adrianopel gegen die Bulgaren unter Kalojan (Johannitza), Kaiser Balduin fiel in dessen Gefangenschaft. Heinrich nahm nicht an der Schlacht teil, obwohl er von seinem Bruder aus Kleinasien zurückbefohlen wurde, um Adrianopel zu erobern; er konnte allerdings seinen Bruder nicht mehr rechtzeitig erreichen, als dieser von Kalojan angegriffen wurde. In Cartopolis bei Rodosto wurde Heinrich von den versammelten Baronen als Regent des Kaiserreichs für seinen Bruder anerkannt. Anschließend zog er sich mit dem restlichen Heer nach Konstantinopel zurück und gab Thrakien dem Eroberungszug des Kalojan preis. Allerdings konnte er die Städte Arcadiopolis, Bizye und Napoli (Apros) halten. Nachdem er das Heer reorganisiert hatte, unternahm er einen erneuten Eroberungsversuch von Adrianopel, der aber wegen der starken Verteidigung der Stadt erfolglos verlief. Bei einem erneuten Angriff der Bulgaren auf Thrakien wurden Napoli, Rodosto, Herakleia und mehrere andere Städte zerstört.

## Kaiser von Konstantinopel

### Kampf gegen Kalojan und Theodor Laskaris

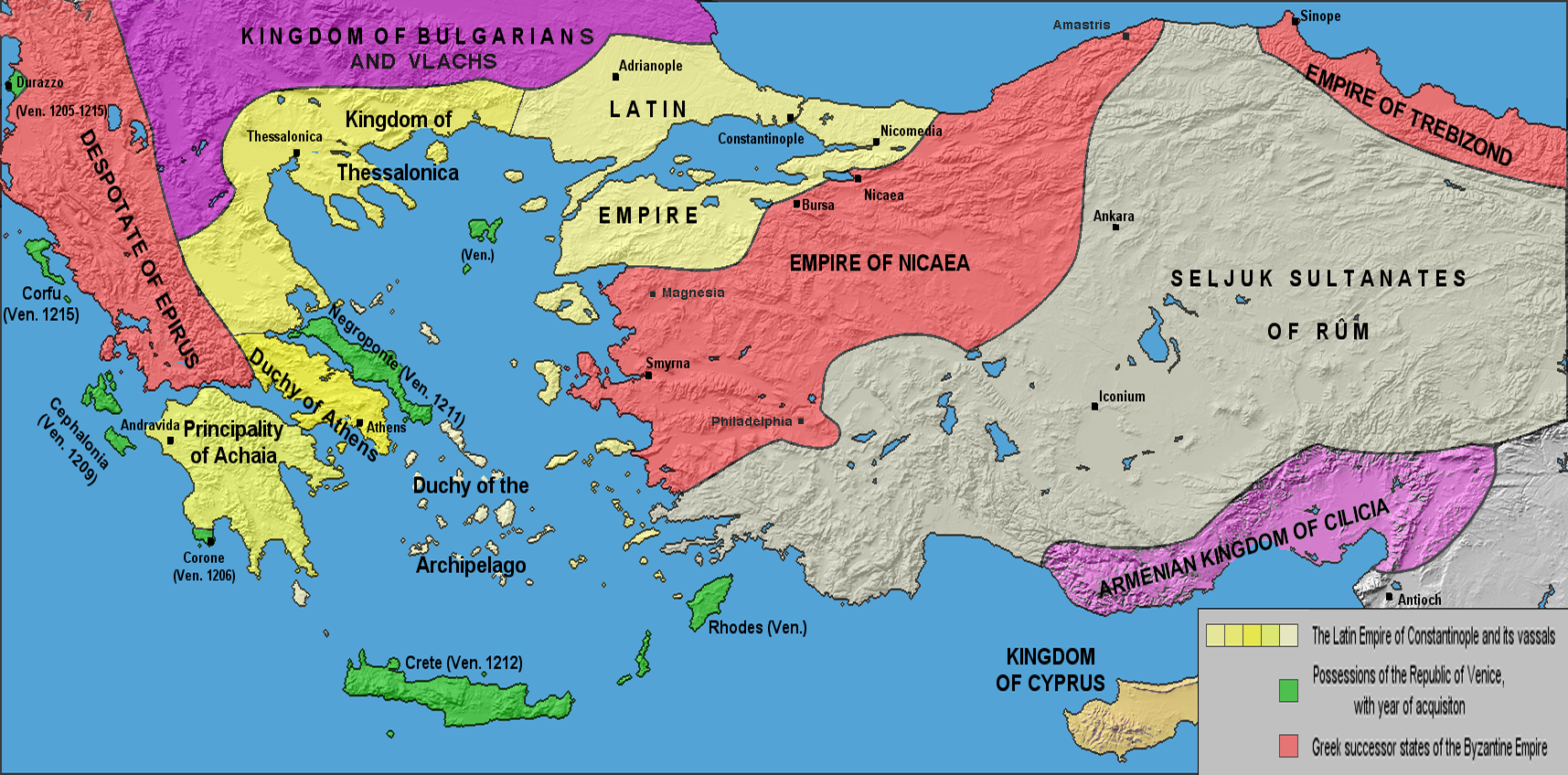
Das lateinische Kaiserreich (in gelb) befand sich unter der Herrschaft Heinrichs in seiner stabilsten Phase.

Nachdem der Tod Kaiser Balduins in der bulgarischen Gefangenschaft im Frühjahr 1206 bekannt wurde, erkannten die lateinischen Barone und Ritter Heinrich als ihren neuen Kaiser an. Er wurde am 20. August 1206 in der Hagia Sophia von Konstantinopel gekrönt. Darauf begann er gegen Kalojan vorzugehen, der gerade Didymotika zerstört hatte, und schlug ihn in einer Feldschlacht. Dabei wurden die Lateiner erstmals auch von den lokalen Griechen unterstützt, welche unter dem vorangegangenen zerstörerischen Vorgehen der Bulgaren zu leiden hatten. Mit ihrer Unterstützung gelang es ihm, schrittweise wieder die Kontrolle über Thrakien zu gewinnen, am 1. November 1206 konnte er schließlich auch in Adrianopel einziehen, nachdem es sich von Kalojan losgesagt hatte. Das Kommando in der Stadt vertraute er dem Griechen Theodoros Branas an. Daraufhin zog Heinrich seinerseits plündernd durch Thrakien und zerstörte Städte und Festungen, unter anderem Aquae Calidae.
Nachdem Thrakien weitgehend zu Ruhe gebracht worden war, zog Heinrich erneut gegen Theodor Laskaris in Kleinasien und eroberte Nikomedia und Kyzikos. Am 4. Februar 1207 heiratete er in der Hagia Sophia Agnes von Montferrat, die Tochter des Bonifatius von Montferrat, König von Thessaloniki. Unmittelbar darauf beschlossen Laskaris und Kalojan ein gemeinsames Bündnis gegen die Lateiner und starteten eine kombinierte Offensive. Kalojan drang erneut in Thrakien ein und belagerte Adrianopel, gleichzeitig griff Laskaris mehrere Burgen der Lateiner in Kleinasien sowohl zu Land als auch zur See an. Mit einer Flotte aus venezianischen und pisanischen Schiffen gelang es Heinrich, die am Meer gelegene Burg Ciboto erfolgreich zu entsetzen und Laskaris zurückzuschlagen. Im April 1207 gab Kalojan die Belagerung von Adrianopel auf und zog sich aus Thrakien zurück, nachdem seine kumanischen Krieger von ihm abgefallen waren, was von dem Chronisten Villehardouin als ein Wunder beschrieben wurde.
Während der Krieg für die Lateiner in Thrakien also positiv verlief, gerieten sie in Kleinasien gegenüber Theodor Laskaris zunehmend in die Defensive. Heinrich suchte daher mit ihm einen diplomatischen Ausgleich und trat das erst jüngst gewonnene Nikomedia an ihn ab, womit in Kleinasien Ruhe einkehren konnte. Allerdings ließ sich Theodor Laskaris 1208 in Nikaia von dem ebenfalls exilierten Patriarchen der griechisch-orthodoxen Kirche zum Kaiser krönen und begründete somit ein neues byzantinisches Kaisertum, das fortan in ständiger Rivalität zu den Lateinern von Konstantinopel stand. Aber der Druck, den die Rum-Seldschuken im Osten auf das „Reich von Nikaia“ ausübten, garantierte ein Machtgleichgewicht in Kleinasien, welches ein drohendes Wiederaufflammen des Krieges zwischen Griechen und Lateinern hier einstweilen unterband.
Im Sommer 1207 traf sich Heinrich in Cypsela bei Adrianopel mit seinem Schwiegervater Bonifatius von Montferrat, dem einstigen Anführer des vierten Kreuzzuges und ehemaligen Konkurrenten seines Bruders bei der Wahl um das Amt des Kaisers. Heinrich empfing von ihm die Huldigung als seinen Oberherren, womit zugleich die Zugehörigkeit des Königreichs Thessaloniki zum lateinischen Reich untermauert wurde. Auf seiner Rückreise nach Thessaloniki wurde Bonifatius im September 1207 von den Bulgaren überfallen und getötet, Kalojan selbst starb kurz darauf bei einem Angriff auf Thessaloniki, worauf dessen Neffe Boril den Thron der Bulgaren usurpierte. Boril griff sogleich im Folgejahr mit einem Heer aus 33.000 Mann Thrakien an, aber Heinrich konnte ihm mit seinem Heer aus 18.000 Mann am 31. Juli 1208 bei Philippopolis (heute Plowdiw) eine vernichtende Niederlage beibringen. Die Stadt konnte durch diesen Sieg auch wieder für das Kaiserreich gewonnen werden, nachdem sie 1205 von den Bulgaren besetzt worden war. Durch das Schüren innerbulgarische Konflikte gelang es Heinrich, die Bedrohung von dieser Seite aus zu neutralisieren. Unter anderem verheiratete er seine uneheliche Tochter mit dem bulgarischen Fürsten von Melnik, Alexius Slaw, den er somit für sich gewann. Erstmals seit die Lateiner 1204 in Konstantinopel eingezogen waren, befanden sie sich in einem relativen Frieden mit ihren Nachbarn.

### Aufstand der Lombarden
Auf die Ruhe nach außen folgte bei den Lateinern der Zwist untereinander. Auf den Tod des Bonifatius von Montferrat war ihm in Thessaloniki dessen unmündiger Sohn Demetrius unter der Vormundschaft seiner Mutter gefolgt. Die mächtige Fraktion der lombardischen Ritter unter Oberto von Biandrate zweifelte allerdings diese Nachfolge an und favorisierte stattdessen den ältesten Sohn ihres gefallenen Anführers, Wilhelm VI. von Montferrat, als neuen König. Die Lombarden bemächtigten sich der Kontrolle über Thessaloniki und kündigten ihre Gefolgschaft gegenüber dem Kindkönig wie auch zu Kaiser Heinrich auf. Dieser konnte erst nach der Abwehr des Boril im Winter 1208 nach Thessaloniki ziehen, musste allerdings den harten Winter über vor den Mauern der Stadt in einem Zelt verbringen, da ihm Biandrate den Zutritt verwehrte. Erst nachdem er gegenüber Biandrate unerfüllbare Zugeständnisse machte, wurde Heinrich zu Jahresbeginn 1209 in Thessaloniki eingelassen. Er verwarf umgehend seine Versprechungen und ließ Biandrate gefangen setzen. Er legitimierte das Königtum des jungen Demetrius, indem er ihn am 9. Januar eigenhändig krönte.
Am 1. Mai berief Heinrich in Ravennika das erste Parlement der Lateiner des Ostens ein, zu dem auch alle Barone des Kaiserreichs bis auf Ausnahme der Lombarden erschienen. Hier wurde verfügt, dass die Herren von Theben-Athen und Achaia nun der direkten Oberhoheit des Kaisers unterstehen sollten, nachdem sie ursprünglich Vasallen Thessalonikis waren. Mit dem benachbarten byzantinischen Despoten von Epirus, Michael I. Komnenos Dukas Angelos, konnte ein friedliches Einvernehmen ausgehandelt werden, indem der Bruder des Kaisers, Eustach, mit einer Tochter des Despoten verheiratet wurde. Ende Mai 1209 zog Heinrich nach Theben und zwang dort die Lombarden, die sich in die Kadmeia verschanzt hatten, zur Aufgabe. Anschließend zog er nach Athen und setzte dann auf Euböa (Negroponte) über, dessen lombardischer Herr, Ravano dalle Carceri, ebenfalls seine Oberhoheit anerkannte.
Am 2. Mai 1210 versammelten sich die lateinischen Barone Griechenlands auf Anordnung Heinrichs zu einem zweiten Parlement in Ravennika. Hier schlossen die weltlichen Herren mit dem lateinischen Patriarchen Thomas Morosini ein Konkordat, das die Besitzverhältnisse der neu etablierten römisch-lateinischen Kirchenhierarchie regelte. Auch wurde dabei die Beibehaltung der in Griechenland üblichen Abgaben des Klerus an die weltlichen Herren (Akrostichon) beschlossen. Papst Innozenz III. erkannte dieses Abkommen im Dezember desselben Jahres an. Noch im Jahr 1210 musste Heinrich den Despoten von Epirus aus Thessaloniki vertreiben, nachdem dieser dort trotz des zuvor beschlossenen Einvernehmens eingedrungen war.

### Letzte Jahre
Im Frühjahr 1211 wehrte Heinrich einen Angriff des bulgarischen Fürsten Strez von Prosek in einer Schlacht auf den Ebenen von Pelagonien ab. Im Jahr darauf beabsichtigte Theodor Laskaris, auf Konstantinopel zu marschieren. Heinrich kam ihm zuvor und schlug ihn in Kleinasien in einer Schlacht am Fluss Rhyndakos (auch Schlacht von Luparchos genannt). Dieser Sieg ermöglichte ihm die Unterwerfung der gesamten Troas bis nach Pergamon und Nymphaion. 1213 konnte mit Laskaris ein neuerlicher Frieden geschlossen werden, indem das gesamte nordwestliche Kleinasien dem lateinischen Kaiserreich zugesprochen wurde. Dieses Land unterstellte er der Verwaltung des Griechen Georgios Theophilopoulos. Danach versuchte Heinrich, die Bulgaren als Alliierte zu gewinnen, indem er Maria heiratete, die Tochter des Kalojan und Nichte des Boril. Die Allianz zahlte sich allerdings nicht für ihn aus, ein gemeinsamer Angriff mit Boril auf das serbische Niš endete 1214 mit einem vorzeitigen Abbruch der Belagerung. Mit König Andreas II. von Ungarn, dem Mann seiner Nichte, vereinbarte Heinrich einen zweiten Angriff auf die Serben, offenbar mit der Absicht, Stefan Nemanjić zu seinem Vasallen zu machen. Der aber unterwarf sich rechtzeitig dem König von Ungarn, worauf der Feldzug abgesagt werden musste.
Beunruhigt durch die Rüstungen des Theodoros I. Angelos in Epirus marschierte Heinrich im Frühjahr 1216 nach Thessaloniki, um von dort aus einen Präventivschlag gegen Epirus zu führen. Bevor es dazu kam, starb er am 11. Juni 1216. Zeitgenössische Chronisten mutmaßten einen Giftmord hinter seinem plötzlichen Tod, neben seiner zweiten bulgarischen Frau wurde auch sein alter Feind Oberto von Biandrate der Tat verdächtigt.

## Bewertung
Heinrich gilt als der verdienstvollste und tatkräftigste Kaiser des lateinischen Griechenlands. Er war der einzige Kaiser dem die Errichtung einer kaiserlichen Herrschaftsgewalt in allen Teilen des von den Kreuzfahrern eroberten Landes gelang, neben Konstantinopel selbst vor allem auch im altgriechischen Raum. So war er auch der einzige Kaiser, der in Theben und auch in Athen persönliche Präsenz zeigen konnte. Im ständigen Kampf gegen äußere Feinde wie den Exilbyzantinern von Nikaia und Epirus wie auch gegen die Bulgaren konnte er das Kaiserreich verteidigen und sogar ausbauen. Sein Tod wurde entsprechend seiner Taten von den Lateinern als einer ihrer schwerwiegendsten Verluste aufgefasst. Nur einen Monat nach ihm starb auch Papst Innozenz III., der zuerst ein Gegner des Kreuzzuges gegen Konstantinopel und dann der größte Unterstützer des lateinischen Kaiserreiches war. Das Jahr 1216 markiert damit eine wichtige Zäsur in der Geschichte des lateinischen Reichs, da es von da an einem kontinuierlichen Zerfall ausgesetzt war.
Im Kaisertum wurde Heinrich von seinem Schwager Peter von Courtenay beerbt, welcher das Reich aber nie betrat. Bis 1224 eroberte der byzantinische Despot von Epirus schrittweise das Königreich Thessaloniki und zerstörte damit die territoriale Integrität des Kaiserreichs. Die Fürsten von Athen, Achaia und Euböa wurden dadurch faktisch unabhängige Herren und der Kaiser zum bloßen Stadtherrn von Konstantinopel degradiert.
Heinrich fand unter Zeitgenossen ein positives Urteil, wobei das Werk seines Biographen Henri de Valenciennes nicht ohne Einfluss gewesen sein dürfte. Aber auch unter griechischen Autoren wie Georgios Akropolites gelangte Heinrich als einer der wenigen Lateiner seiner Zeit zu Anerkennung. So wurden seine Anstrengungen hinsichtlich eines Ausgleichs zwischen Lateinern und Griechen gewürdigt. Er unterband unter anderem die Verfolgung griechisch-orthodoxer Kleriker durch päpstliche Legaten wie Pelagius von Albano und bezog griechische Adlige und Beamte in die Verwaltung des Kaiserreichs mit ein.

## Familiäres
Heinrich war zweimal verheiratet, zuerst ab 1207 mit Agnes von Montferrat, der Tochter des Bonifatius von Montferrat. Nach deren Tod heiratete er 1212 die bulgarische Prinzessin Maria, eine Tochter des Bulgarenzaren Kalojan. Aus beiden Ehen gingen keine Kinder hervor.
Allerdings hatte Heinrich eine uneheliche Tochter, die er mit dem bulgarischen Fürsten von Melnik, Alexius Slaw, verheiratete.